# Hilarographa sipiroca
Hilarographa sipiroca is een vlinder uit de familie bladrollers (Tortricidae). De wetenschappelijke naam van de soort is voor het eerst geldig gepubliceerd in 2009 door Józef Razowski.

## Type
- holotype: "female. I.1995. genitalia slide no. 31827."
- instituut: BMNH. Londen, Engeland.
- typelocatie: "Indonesia, Sumatra Utara, Sipirok, 1400 m"